# Gyrineum bozzettii
Gyrineum bozzettii is een slakkensoort uit de familie van de Cymatiidae. De wetenschappelijke naam van de soort werd voor het eerst geldig gepubliceerd in 1998 door Beu als Biplex bozzettii.